# Протестантизм в Австралии

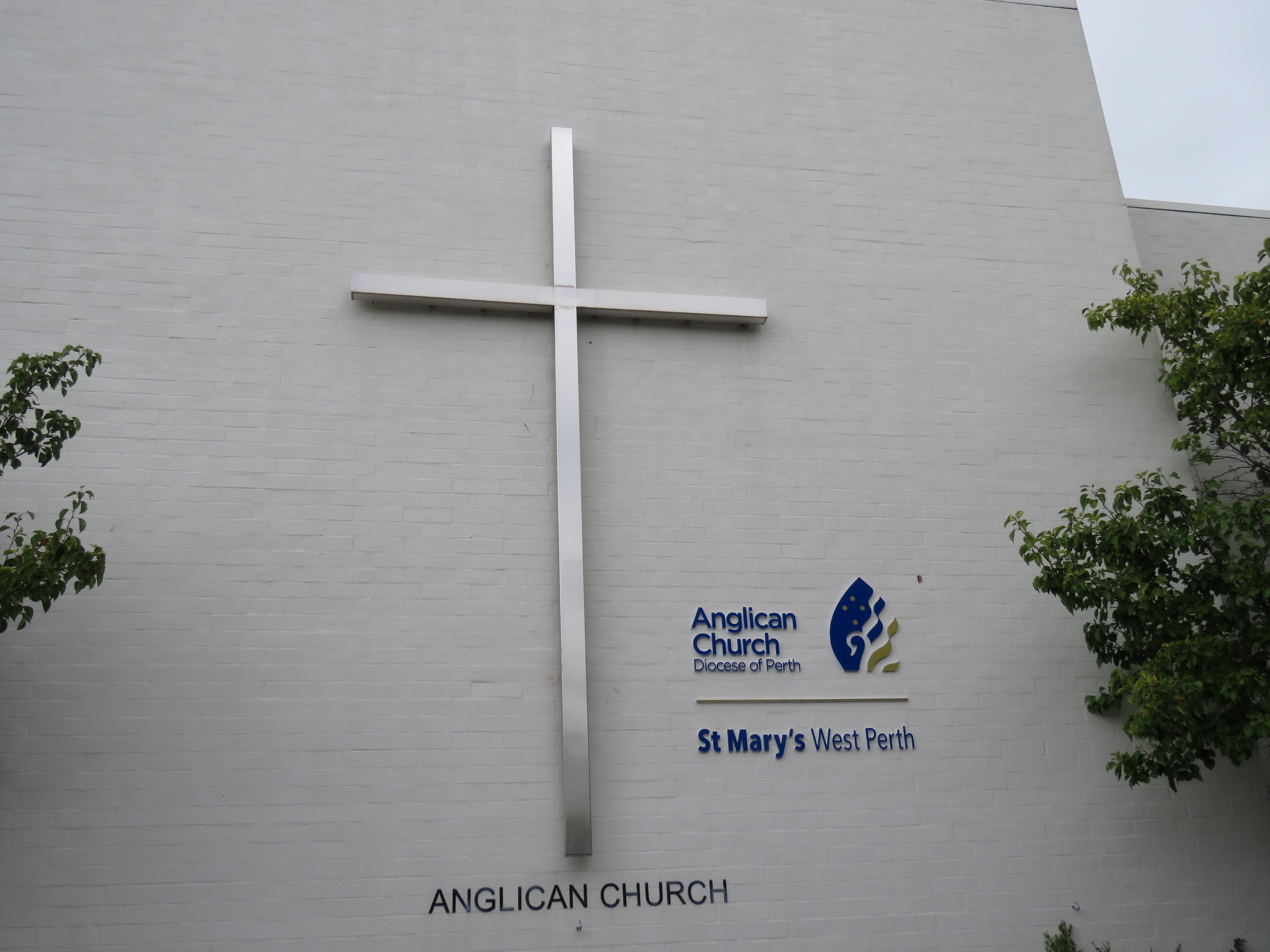
Англиканская церковь Святой Марии, Западный Перт, Западная Австралия

Протестантизм в Австралии исповедуют около 23,1% населения. Появление протестантизма связано с началом европейского заселения континента. Предполагается, что протестантизм оказал решающее влияние на формирование национальной идентичности австралийцев.

## История

### Ранняя история протестантских церквей
В 1788 году британское правительство учредило исправительную колонию на восточном побережье Австралии. Первая флотилия кораблей доставила 1100 каторжников, солдат и переселенцев на территорию нынешнего Сиднея. В числе переселенцев находились и протестантские священники - капелланы Англиканской церкви во главе с преподобным Ричардом Джонсоном. Это событие считается официальной датой проникновения протестантизма в Австралию. Второе поселение было основано на Земле Ван-Димена (Тасмания) в 1803 году. С этого момента британское правительство постоянно назначало священнослужителей англиканской церкви в качестве капелланов для пастырского служения населению.
Третья британская колония была основана в Западной Австралии в 1829 году. Английские диссентеры занимали видное место среди основателей колоний. Особо миссионерского успеха протестантские проповедники добились среди свободных переселенцев и коренных австралийцев, тогда как каторжники оставались равнодушными к проповедникам.  

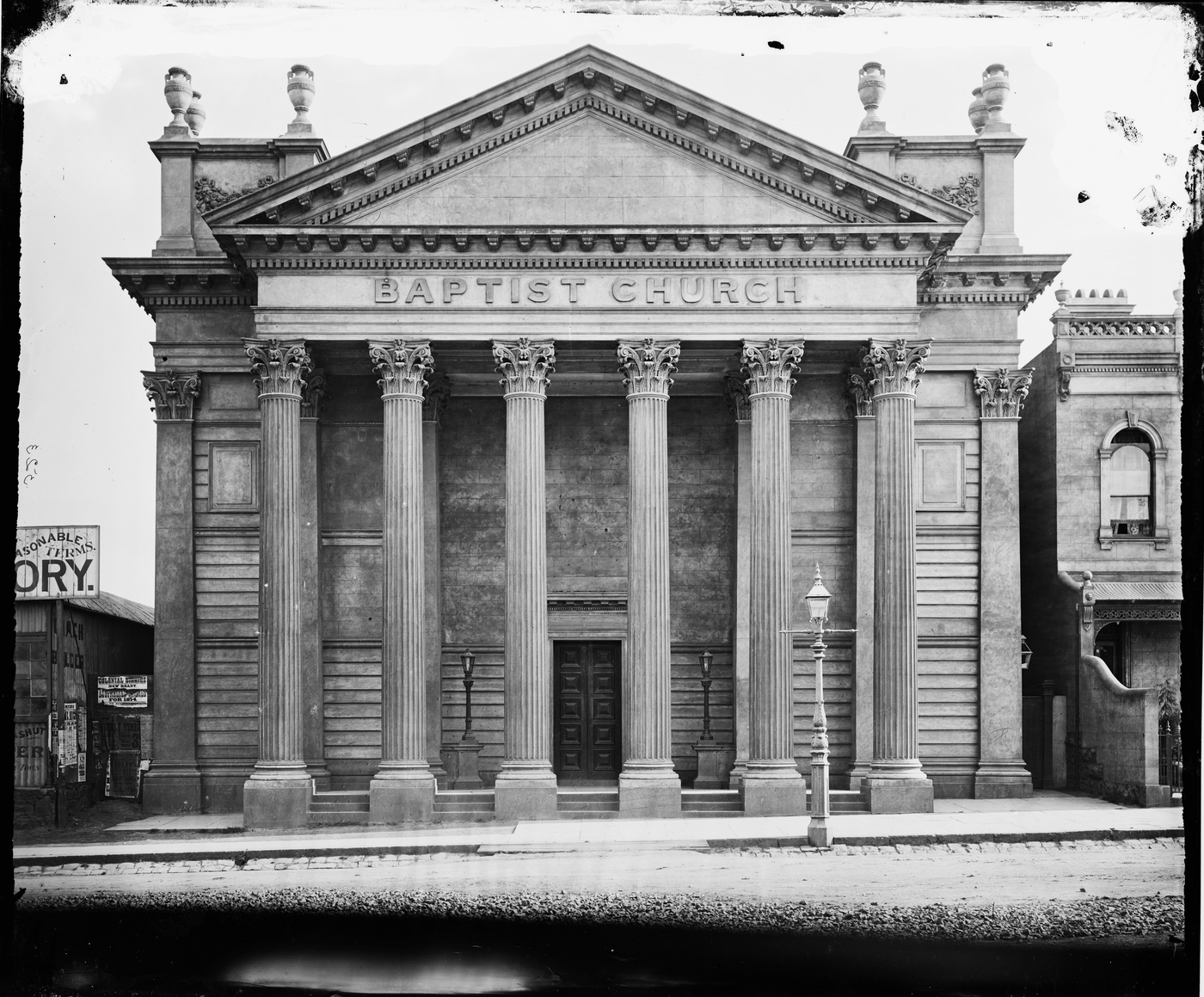
Баптистская церковь на Альберт-стрит в Мельбурне (XIX век).

В начале девятнадцатого века Новый Южный Уэльс стал центром миссионерской деятельности. Представителем англиканской церкви в Австралии в то время становится преподобный Сэмюэл Марсден. Первые попытки миссионерской работы среди аборигенов привлекло не слишком много новообращенных, хотя некоторые миссионеры получили ценные знания о языках коренных народов. Сидней стал центром координации миссионерских экспедиций среди маори. В течение первых тридцати лет англиканская церковь была единственной церковью, одобренной британским правительством для работы в исправительных колониях. Однако её гегемония постепенно сходила на нет. В последующие годы почти каждая ветвь британского протестантизма имела представительство в австралийских колониях: методистская церковь, Церковь Шотландии, конгрегационалисты и т.д. Методисты были второй по величине группой на протяжении всего 19 века. Примерно в тот же период начинается миссионерская деятельность протестантов из США в лице мормонов и адвентистов седьмого дня. 

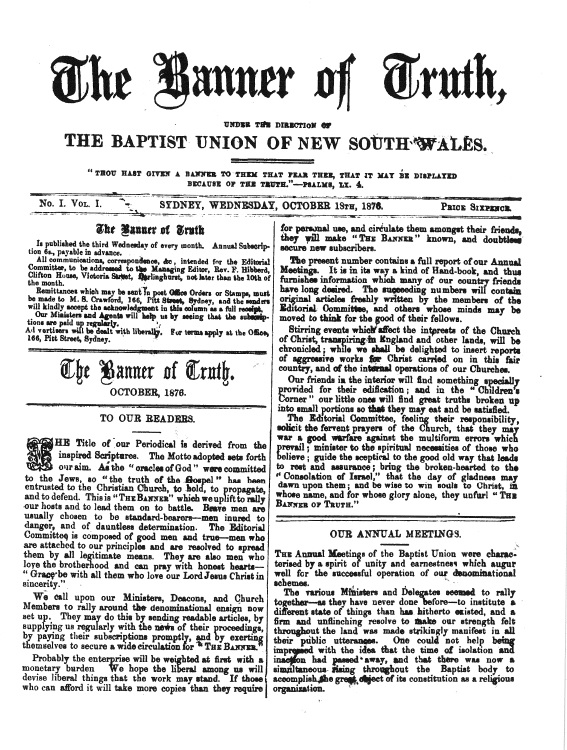
Первый выпуск баптистского журнала” Знамя истины", изданного баптистским Союзом Нового Южного Уэльса (1876 г.)

Единственной крупной религиозной общностью не связанной с Англией были лютеране, которые впервые мигрировали из Германии в Южную Австралию в 1838 г., а затем распространились по континенту. В середине XIX века все протестантские церкви завершают создание структур управления, адаптированных к колониальным условиям, такие как демократические синоды.
В девятнадцатом веке австралийские протестанты были активны в политической и гражданской жизни страны. Лидеры протестантов стремились создать "христианское государство", при этом считая важным личное обращение и признавая роль правительства в принятии законов, которые способствовали бы реформам, необходимым для процветания и социальной стабильности. В конце века церкви успешно лоббировали принятие законов, ограничивающих торговлю спиртными напитками и азартные игры, а также сохраняющих святость воскресенья, некоторые из которых действовали до 1960-х годов. Протестантские реформаторы морали были известны как "wowser", что означало придирчивый и лицемерный. В 1890-х годах церкви начали отстаивать идеи "социального христианства" и необходимости нереволюционных социальных реформ в ответ на забастовки рабочих. Методисты создали первые центральные миссии, чтобы охватить невосприимчивый к проповеди городской рабочий класс. Все протестантские конфессии начали создавать свои собственные службы социального обеспечения.

### Протестантские церкви в 20 веке
Протестанты в Австралии были, как правило, патриотами и своей новой родины и Британской империи. Важные члены духовенства выступали в поддержку объединения шести колоний в Австралийское содружество в 1901 году. Протестантские лидеры были на стороне Великобритании в годы Первой мировой войны и поддерживали воинскую повинность, хотя некоторые в конфессиях были против этого.

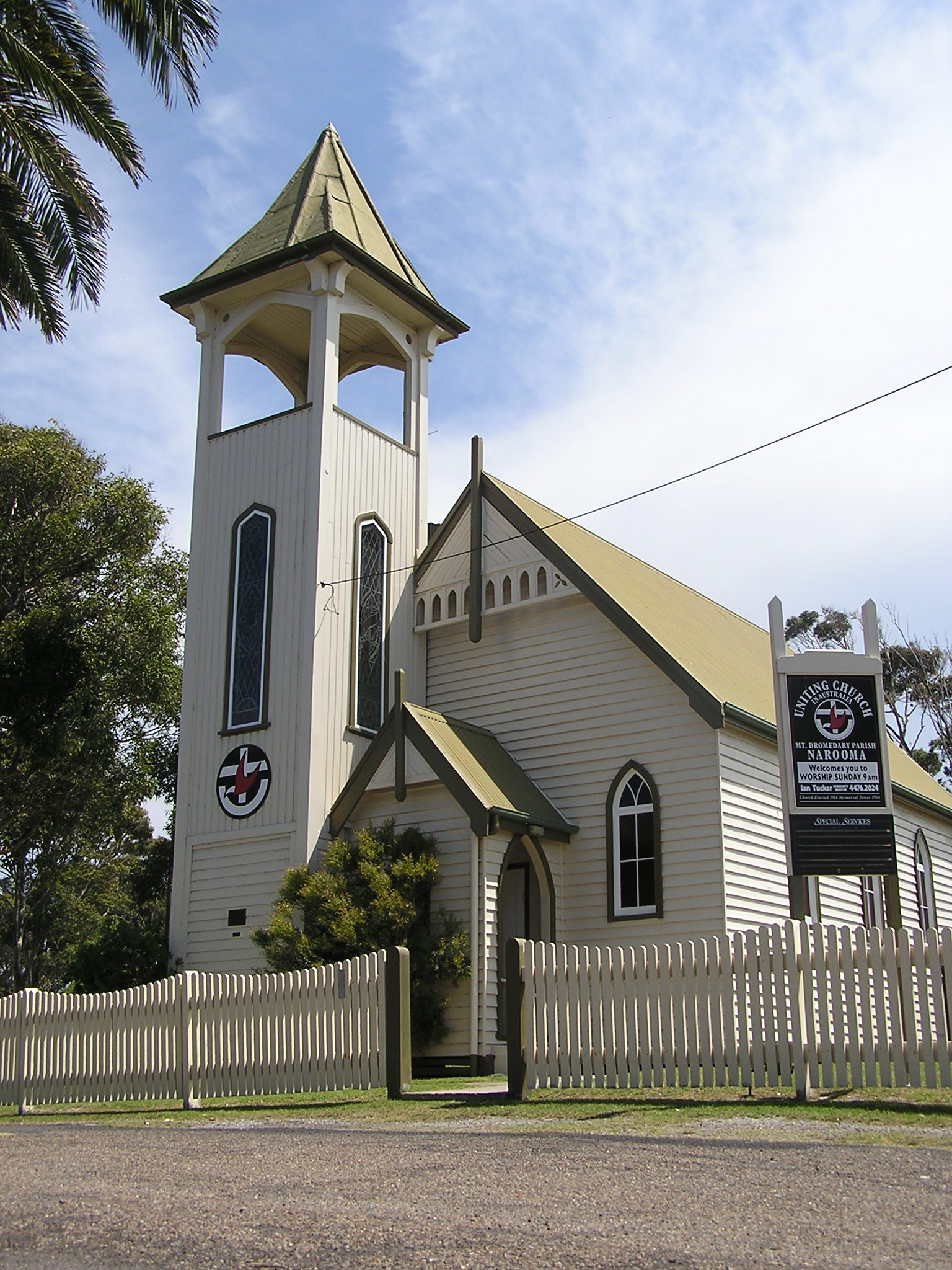
Бывшая методистская церковь, перешедшая в Объединенную церковь Австралии, Нарума.

Вторая половина XIX века стала временем, когда неангликанские протестанты вместе работали в профсоюзах воскресных школ, участвовали в благотворительности, евангелизации и в советах церквей, основанных в каждой колонии. В 1901 году протестанты в Австралии поддержала идею создания национальной протестантской церкви, и начались переговоры о единении основных протестантских конфессий. Англиканская и баптистская церкви отказались от участия. В 1977 году методисты, пресвитериане и конгрегационалисты объединились в Объединенную церковь в Австралии (хотя треть пресвитериан отказалась присоединиться к ней). Объединяющая церковь остается третьей по величине в Австралии после римско-католической и англиканской. Лютеранская церковь, начавшая работу в 1838 году, также не участвовала в слиянии.
Некоторые видные священнослужители, участвуя в австралийском студенческом христианском движении в университетах, стали активными участниками экуменического движения.
В Австралии каждая протестантская деноминация активно занималась миссионерской деятельностью за границей, в основном на Тихоокеанских островах и Новой Гвинее, в Китае, Корее, Индии и Восточной Африке. В то же время, работе среди аборигенов уделялось все меньше внимания. Но начиная с 1960-х годов, с изменением государственной политики и более глубоким пониманием культуры аборигенов, миссионерские институты были переданы местным общинам, что привело к появлению церкви аборигенов с собственным руководством.
Среди приходов протестантских церквей с колониального периода женщин было больше, чем мужчин, и они играли важную роль в благотворительности и сборе средств. Начиная с конца девятнадцатого века, женщины получили возможность готовиться к церковной работе как диакониссы, а также представлять местные общины на конфессиональных ассамблеях и синодах. На миссионерских поприщах за границей женщины всех конфессий находили возможность для служения и религиозного руководства. Кроме того, в 1927 году в Южной Австралии в конгрегационалистской церки была рукоположёна первая женщина-священник.
После того как либеральная теология стала популярной в богословских колледжах основных конфессий, влияние евангелизма стало уменьшаться. От 1920-х годов евангелисты стали формировать сеть учреждений и организаций вне конфессиональных структур, которые придерживались ярко выраженной евангельской идентичности. Англиканская епархия Сиднея оставалась оплотом консервативного евангелизма, влияние которого распространялось как внутри страны, так и за её пределами. В межвоенные годы активное членство в протестантских церквях уменьшилось из-за социальной депрессии 1930-х годов и Второй мировой войны. В 1950-х годах посещаемость церквей и воскресных школ умеренно возросла, и началось строительство новых церквей, но затем темпы роста снова замедлились из-за культурных изменений конца 1960-х и 1970-х годов. Как результат, основные конфессии испытали падение численности прихожан. Влияние протестантских церквей на общество и правительство снизилось, а иммиграция из Великобритании и Северной Европы, которая раньше увеличивала численность протестантов, прекратилась. В 1980-х годах католики стали крупнейшей религиозной конфессией в стране, вытеснив англиканцев.

## Особенности протестантизма в Австралии
Женщины в австралийском протестантизме начали играть все более важную роль, занимаясь изучением и преподаванием теологии и участвуя в религиозном руководстве. В 1960-х годах они были приняты в методистское служение, а в 1970-х годах - в пресвитерианское служение. С момента создания Объединенной церкви Австралии в 1977 году, гендерное равенство стало одним из её принципов. Однако рукоположению первых женщин-священников в 1992 году среди англиканцев предшествовали долгие и противоречивые дебаты, и некоторые епархии продолжали выступать против этого.
Австралийский протестантизм становится все более разнообразным, и каждая конфессия придерживается своих мнений по теологическим и социальным вопросам. С 1970-х годов наблюдается заметный раскол между либералами и консерваторами. В связи с этим, церкви проявляют все больший интерес к индийской духовности и религиозными традициями аборигенов.
В 20 веке Австралия стала родиной того же религиозного плюрализма, который был характерен для большинства западных стран, с более чем 100 различными протестантскими церквями. Среди наиболее интересных - "Двое за двоих" или "Гоу-проповедники" (англ. Two-by-twos), которые выступают против деноминационализма до такой степени, что отказываются давать название движению. Группа была основана в Англии Уильямом Ирвином (1863-1947). Ирвин назначил странствующих служителей путешествовать парами, точно так же, как Иисус велел поступать своим ученикам. В первые годы 20-го века он начал проповедовать, что конец эпохи благодати наступит в 1914 году. Его последователи отвергли эту идею, а вместе с ней и Ирвина в качестве предводителя. С тех пор у движения было коллективное руководство в каждой стране. Учитывая численность населения Австралии, движение можно считать успешным, в настоящее время насчитывающим более 100 000 членов.

## Современное состояние протестантских церквей

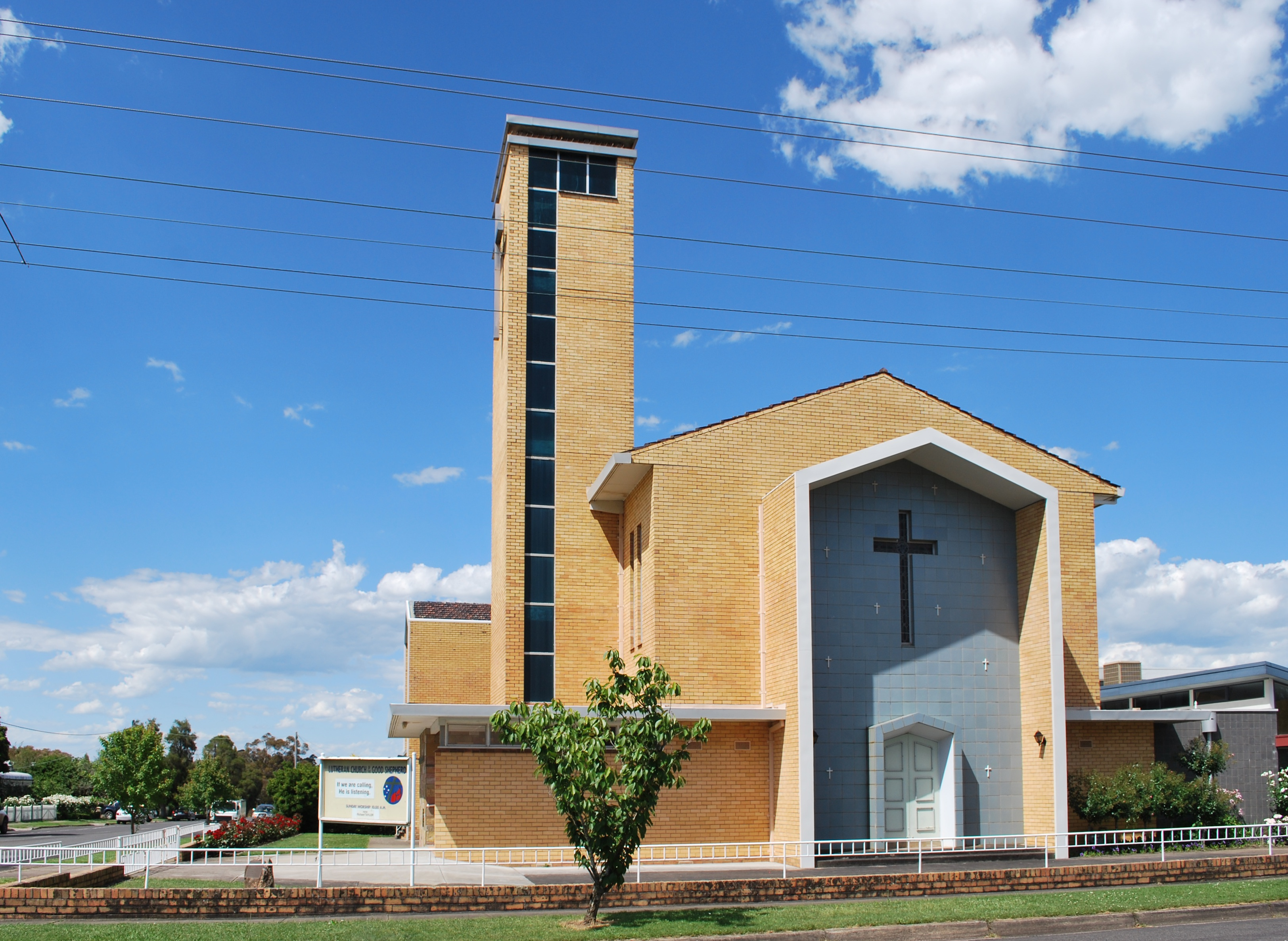
Лютеранская церковь Доброго Пастыря в Гамильтоне (Виктория).

### Лютеранская церковь
Существовало четыре основных мотива, побудивших немецкую иммиграцию в Австралию: религиозные, экономические, политические и социальные (Мейер, 1990). Хотя в какой-то степени эти мотивы накладывались друг на друга, первоначальным и наиболее решающим фактором была религия. В 1830-х годах так называемые “Altlutheraner” (старые лютеране) подверглись преследованиям в Европе (Пруссия), что стало результатом их неприятия решительных попыток короля Пруссии осуществлять государственный контроль над всеми церквями. После революций 1848 года в Европе политические факторы привели к новой волне немецкой иммиграции в Австралию. Большинство иммигрантов в то время были фермерами, сельскими рабочими и ремесленниками. К 1860 году в Южную Австралию прибыло почти 8 800 немецких иммигрантов. Они были крепко связаны своими убеждениями, религией и общим языком - немецким.
По состоянию на 2009 год у лютеран в Австралии было 320 приходов, 540 конгрегаций и 70 000 крещеных членов в Австралии.
Государственные переписи населения показывают, что около 250 000 австралийцев и новозеландцев идентифицируют себя как лютеране. Однако на практике Лютеранская церковь Австралии (LCA), в которую входит Лютеранская церковь Новой Зеландии (LCNZ), является относительно небольшой христианской конфессией, насчитывающей около 60 000 постоянных прихожан. В то время как Всемирная лютеранская церковь, насчитывающая чуть более 70 миллионов последователей, является второй по величине некатолической церковью (и крупнейшей протестантской церковью) в мире.
Лютеранские приходы в Австралии принадлежат епархии в центром в Висбю (Швеция), которой также подчиняются приходы в Америки и на острове Готланд. 

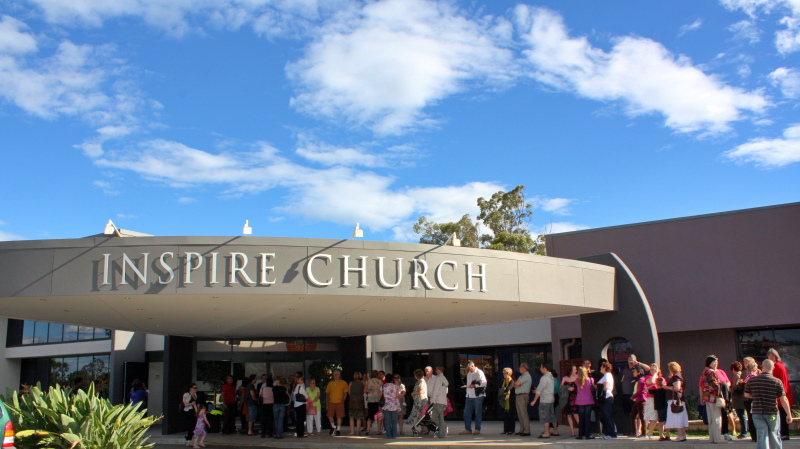
Пятидесятническая церковь в Австралии.

### Пятидесятники и Австралийские христианские церкви

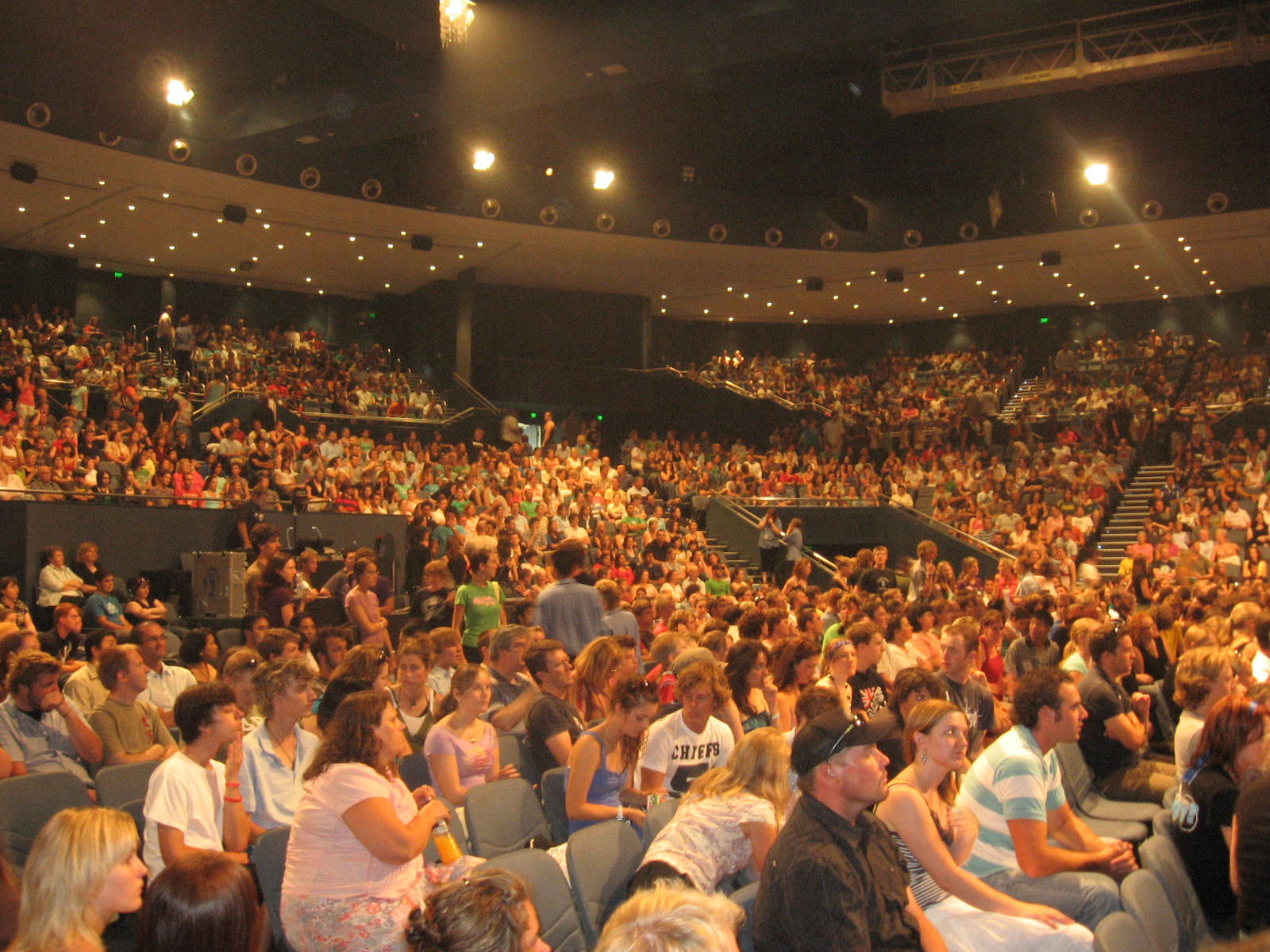
Хиллсонг - мегацерковь пятидесятников в Сиднее.

В Австралии действует сеть пятидесятнических церквей, ранее известных как Ассамблеи Бога в Австралии, которые связаны с Всемирным братством Ассамблей Бога. Эта конфессия была переименована в "Австралийские христианские церкви" в 2007 году, когда численность её членов достигла 375 000 человек. Несмотря на переименование, до 2013 года церковь была зарегистрирована как объединенные Ассамблеи Бога в Австралии.
Деноминация насчитывает более 1100 церквей и более 225 000 приверженцев по всей Австралии. В 2007 году дочерние церкви насчитывали в среднем 179 прихожан, а 26 церквей насчитывали более 1000 членов.

### Церковь Иисуса Христа Святых Последних Дней

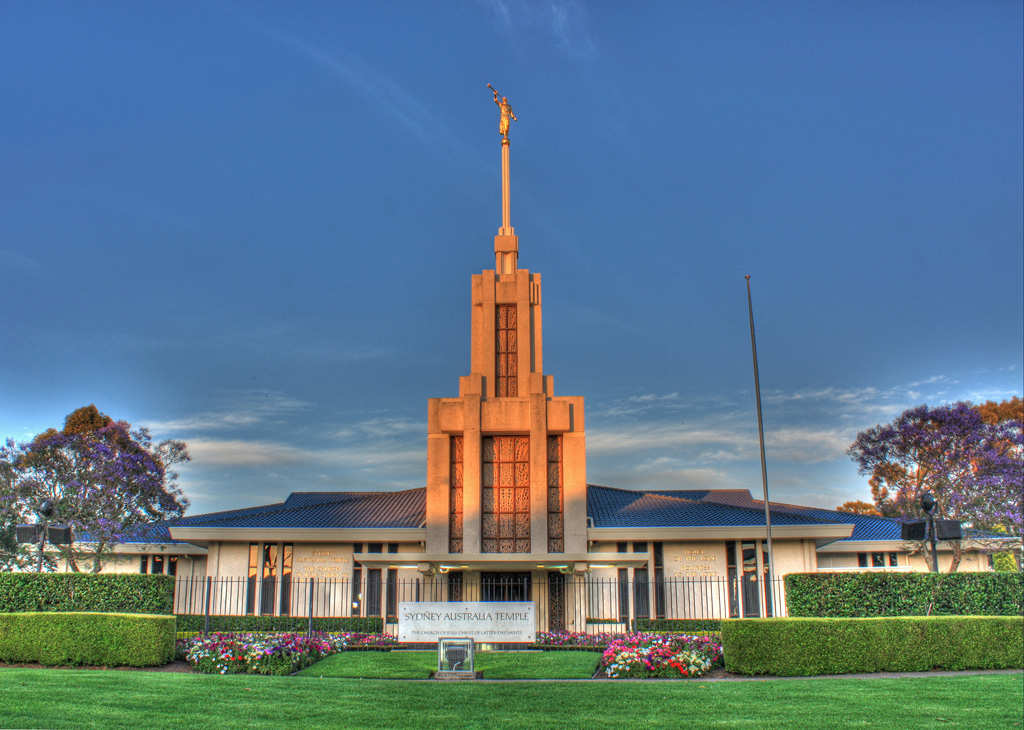
Церковь Иисуса Христа святых последних дней в Карлингфорде, Сидней.

История Церкви Иисуса Христа Святых последних дней в Австралии началась с прибытия семнадцатилетнего миссионера Уильяма Джеймса Барратта в 1840 году. Первое крещение в Австралии состоялось в 1842 году, когда Барратт крестил Роберта Бошампа, который позже стал президентом австралийской миссии. Однако официальная миссионерская работа не начиналась до тех пор, пока Джон Мердок, ставший первым официальным президентом миссии в Австралии, и Чарльз Ванделл не основали миссию в Сиднее, 31 октября 1851 года. Церковь мормонов сообщила о 155 383 членах в 309 собраниях в Австралии, что является крупнейшим объединением мормонов в Океании в 2010 году. В переписи населения Австралии 2016 года 61 600 человек назвали себя членами Церкви СПД по необязательному вопросу. По переписи 2021 года 57 868 человек назвали себя членами церкви.